# Acanthaptinus triplehorni
Acanthaptinus triplehorni là một loài bọ cánh cứng trong họ Ptinidae. Loài này được Grebelnyi miêu tả khoa học năm 2005.